# Château de Doumely
Le château de Doumely est une ancienne maison forte du XVe siècle, remaniée à plusieurs reprises, qui se dresse sur la commune française de Doumely-Bégny dans le département des Ardennes, en région Grand Est.
Le château fait l’objet d’une protection partielle au titre des monuments historiques.

## Localisation
Le château est situé à Doumely-Bégny, dominant la campagne du Porcien, dans le département français des Ardennes.

## Historique
Le château de Doumely a été bâti vers le XVe ou XVIe siècle sur des fondations du XIIIe siècle. Certains attribuent sa construction à Tristan de Failly qui hérite de la seigneurie en 1569.
Des travaux ont été effectués à la fin du XVIIe siècle et les communs ont été construits au début du XVIIIe siècle, une grande bergerie de 45 m de long abritant le troupeau, le fourrage mais aussi le matériel de mise en œuvre des produits dans des conditions quasi industrielles.
Le château a été, au cours des deux guerres mondiales, utilisé comme poste de commandement avancé, d'hôpital de campagne, ou encore de prison. Quelques inscriptions encore visibles aujourd'hui sur les murs en témoignent.
Il a été partiellement restauré à la fin du XXe siècle par le propriétaire précédent qui avait fait l'acquisition d'une véritable ruine. La bâtisse portait les stigmates des évolutions que lui ont infligées ses occupants successifs : comblement des douves, ouvertures en façade, destructions des niveaux intérieurs.
Changement de propriétaire en 2017. Le nouveau propriétaire a restauré et réaménagé l'intérieur du château et a entamé la rénovation des façades qui devrait être terminée à l'automne 2021.

## Description
Le château de Doumely est construit dans un mélange d'appareil mêlant la pierre à joints vifs et de mosaïque de briques et se distingue par ses quatre tours de défense en forme de goutte d'eau. Cette disposition élimine presque tous les angles morts mais ne les supprime pas totalement. Les tours dites « en amande » ou en « goutte d'eau » portent en elles les germes du plan bastionné qui, apparu en Italie dans les années 1530, supprimera totalement les angles morts. Les tours en amande sont apparues durant la période de transition longue d'une quarantaine d'années entre les grosses tours d’artillerie de la fin du XVe siècle qui étaient d'énormes tours circulaires ou en fer à cheval aux murs considérablement épais et les premiers bastions. Les tours en amande subsistant encore de nos jours sont assez rares en France. Citons celles de l'enceinte extérieure du château de Murol dans le Puy-de-Dôme.

Maquette virtuelle.
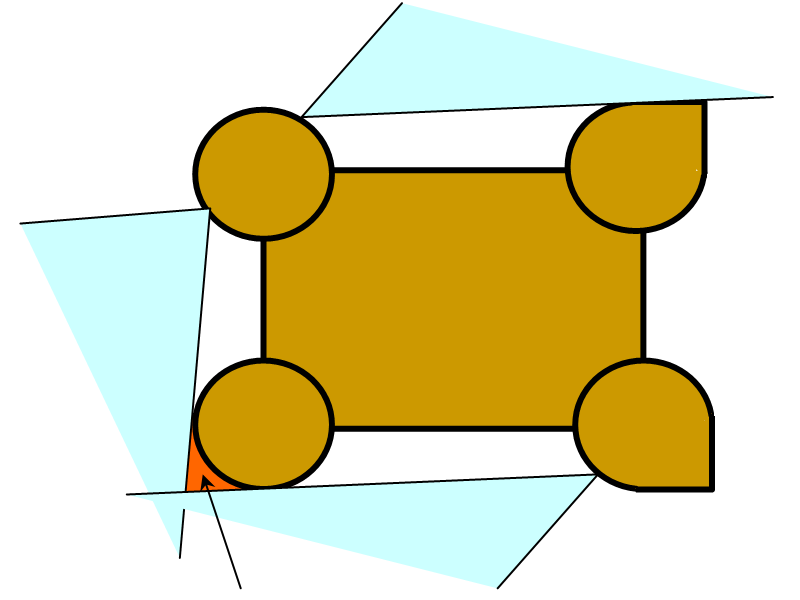
Principe des tours en gouttes d'eau : sur le schéma, les deux tours rondes, à gauche, présentent un angle mort (en rouge). Ce n'est pas le cas des tours à droite.
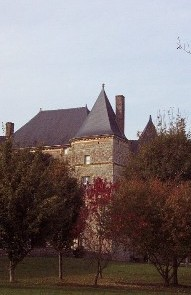
Vue de la tour Est.

La charpente dispose d'un chemin de ronde couvert qui n'est plus praticable aujourd'hui.
Ce monument est l'un des plus imposants visibles par la Route du Porcien.

## Protection
Sont classées par arrêté du 21 décembre 1984 :
- les façades et toitures du château.

Sont inscrites par arrêté du 21 décembre 1984 :
- les façades et toitures des communs.

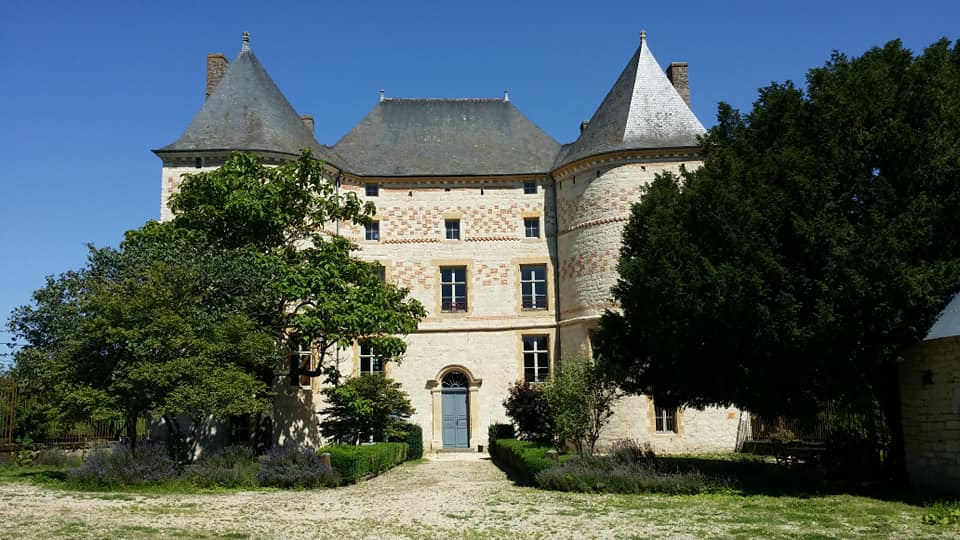
Façade principale en juillet 2021.
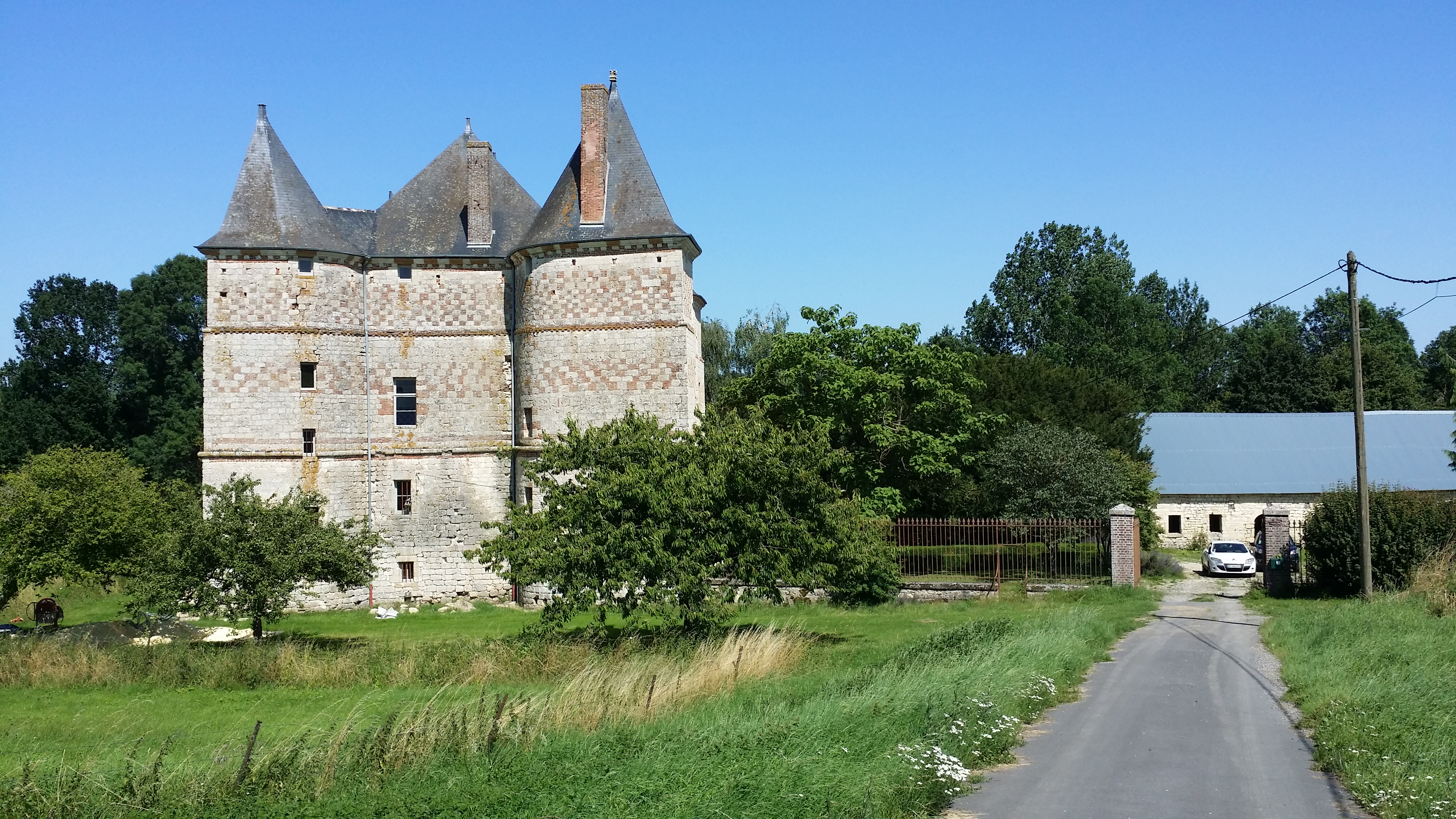
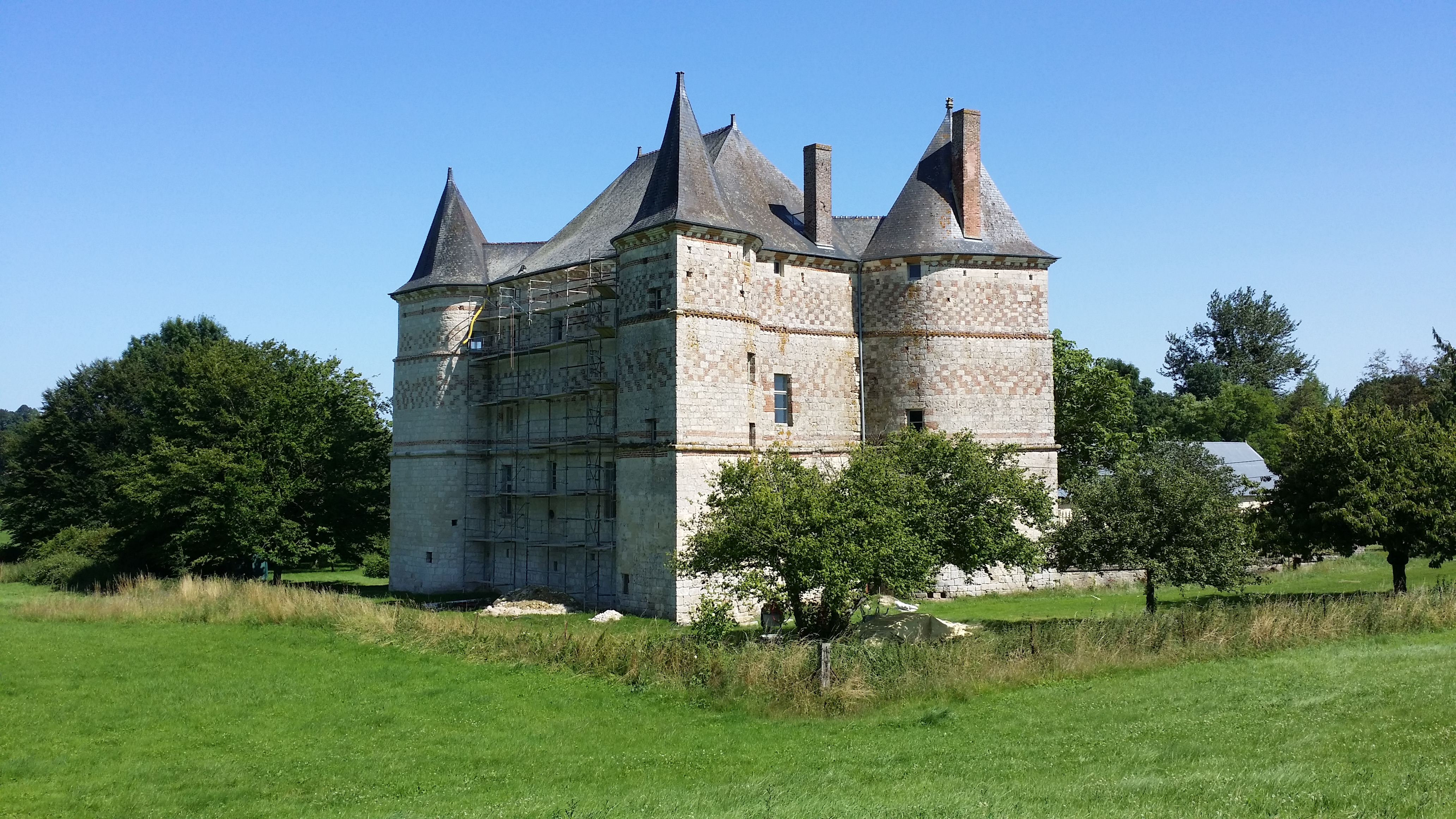
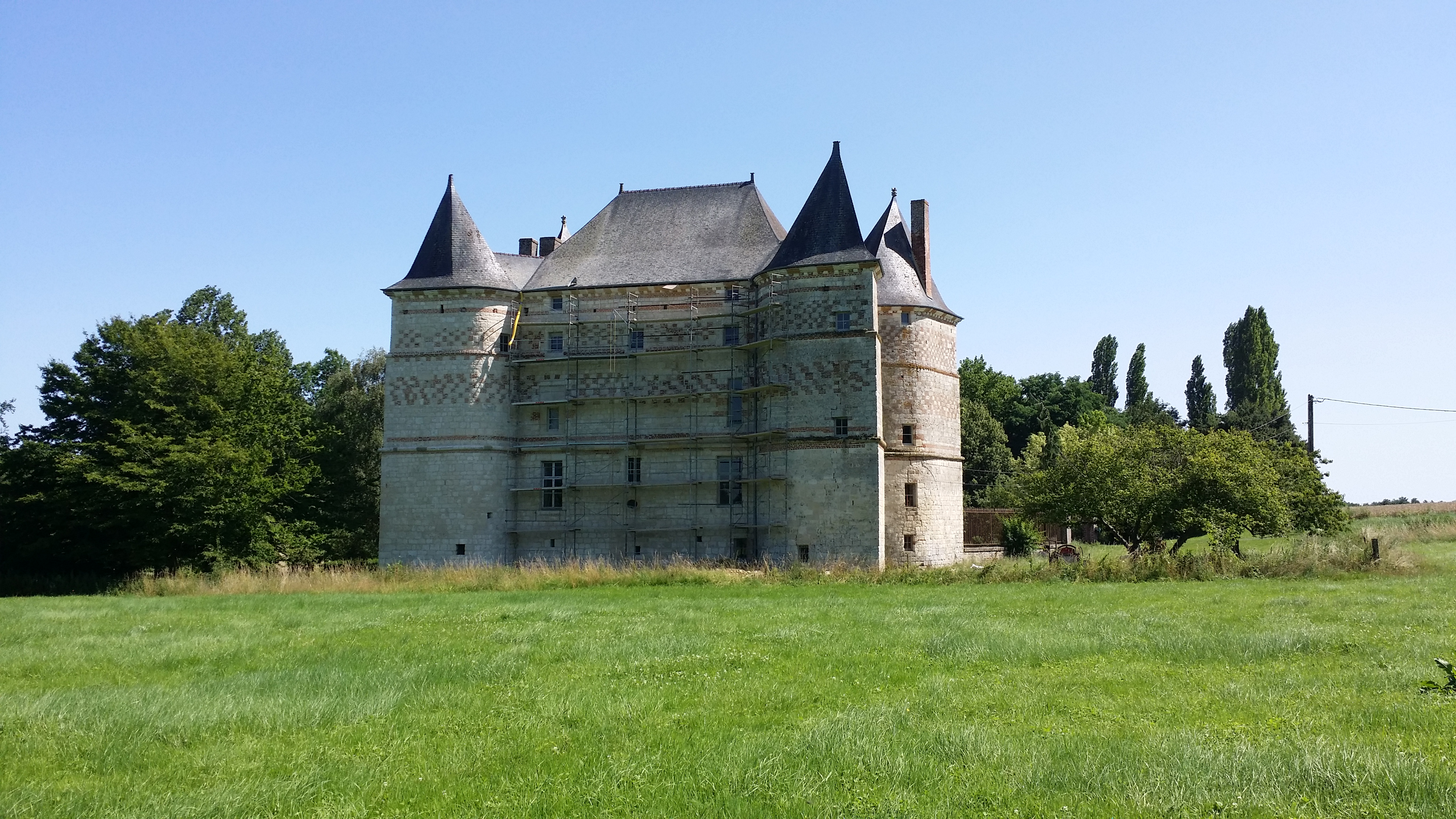
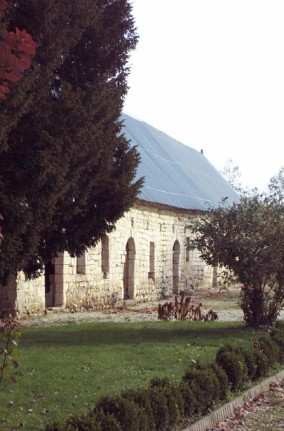
Ancienne bergerie, bordant la cour du château.